# Yaqeen
Yaqeen (en arabe : یقین) est généralement traduit par «certitude», et est considéré comme le sommet des nombreuses étapes par lesquelles le chemin de walaya (parfois traduit par la sainteté) est entièrement achevé. C'est le dépositaire de l'expérience libératrice de l'Islam.